# Fresko

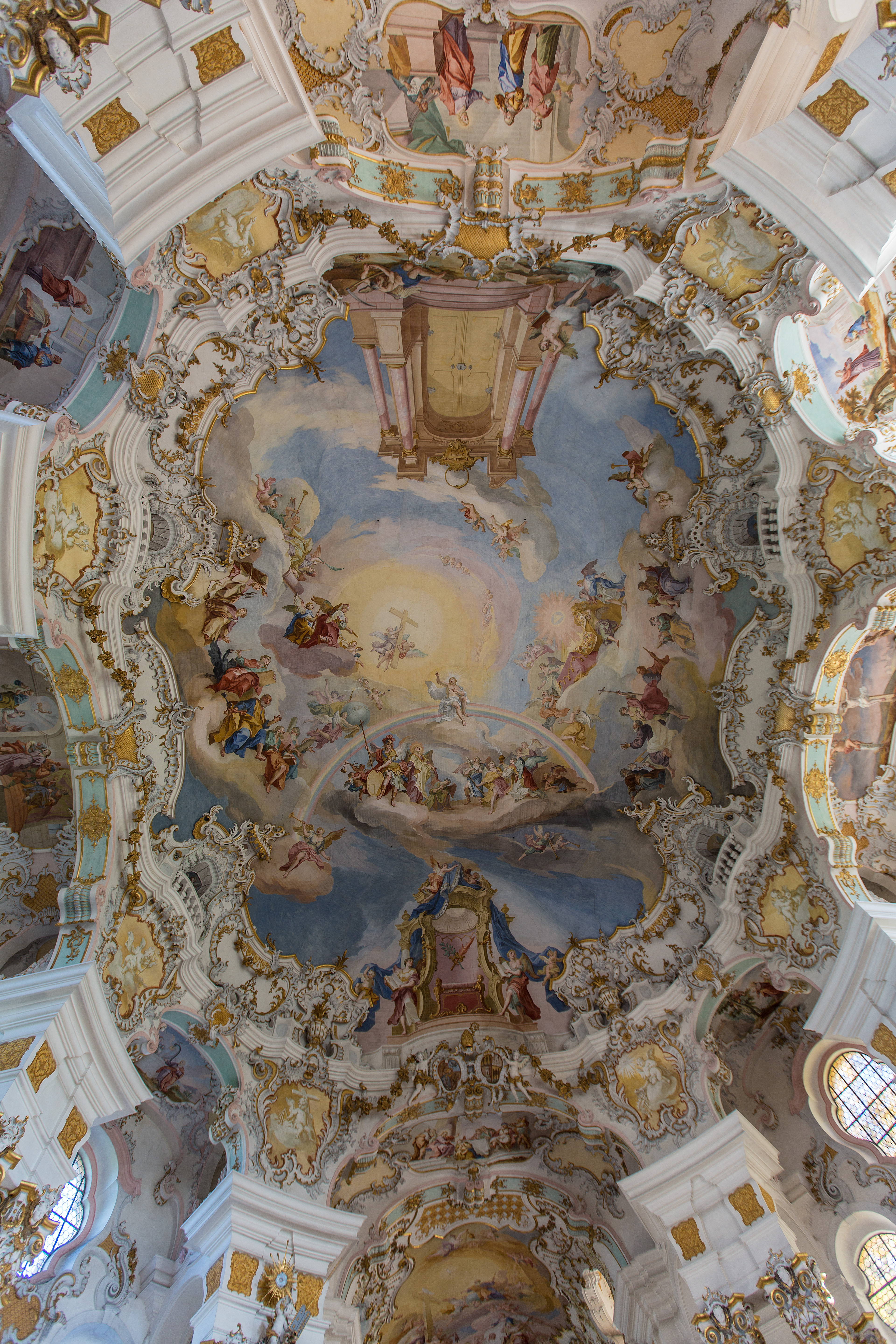
Kuppelfresko der Wieskirche von Johann Baptist Zimmermann (1745–1754)

Die Fresko- oder Frischmalerei (italienisch a fresco, affresco, al fresco; deutsch „ins Frische“) ist eine Technik der Wandmalerei, bei der die zuvor in Wasser eingesumpften Pigmente auf den frischen Kalkputz aufgetragen werden. Bei der Carbonatisierung des Kalks werden die Pigmente stabil in den Putz eingebunden. Fachleute nennen diesen Vorgang auch Einsinterung. Das fertige Wand- oder Deckenbild wird das Fresko oder seltener die Freske genannt. Der ausführende Künstler wird als Freskenmaler oder Freskant bezeichnet.
Die Bezeichnung Fresko hat sich umgangssprachlich für Wandmalereien jeder Art eingebürgert. Sie wird deshalb nicht nur für die feuchte Ausführungsweise (fresco) verwendet, sondern auch für Malereien, die trocken (secco) ausgeführt werden (mit Tempera-, Kasein- oder Acrylatfarben). Selbst an Wandflächen applizierte Leinwandmalereien werden fälschlich als Fresken bezeichnet, gelegentlich sogar in der Fachliteratur.

## Maltechnik

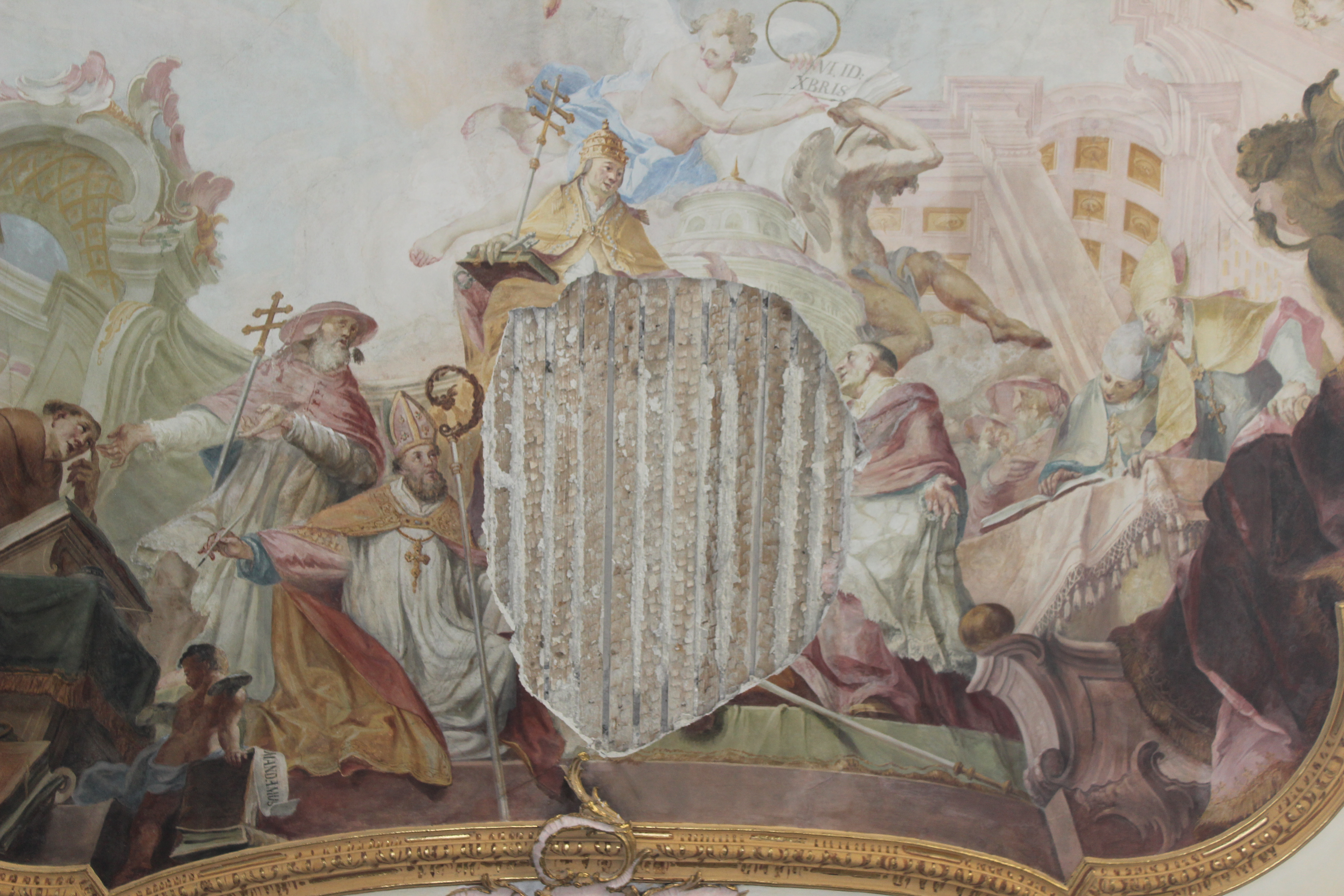
Deckenfresko von Johann Anwander in Schwennenbach, Verlust der Grob- und Feinputzschicht: Lattung der Unterkonstruktion nun sichtbar

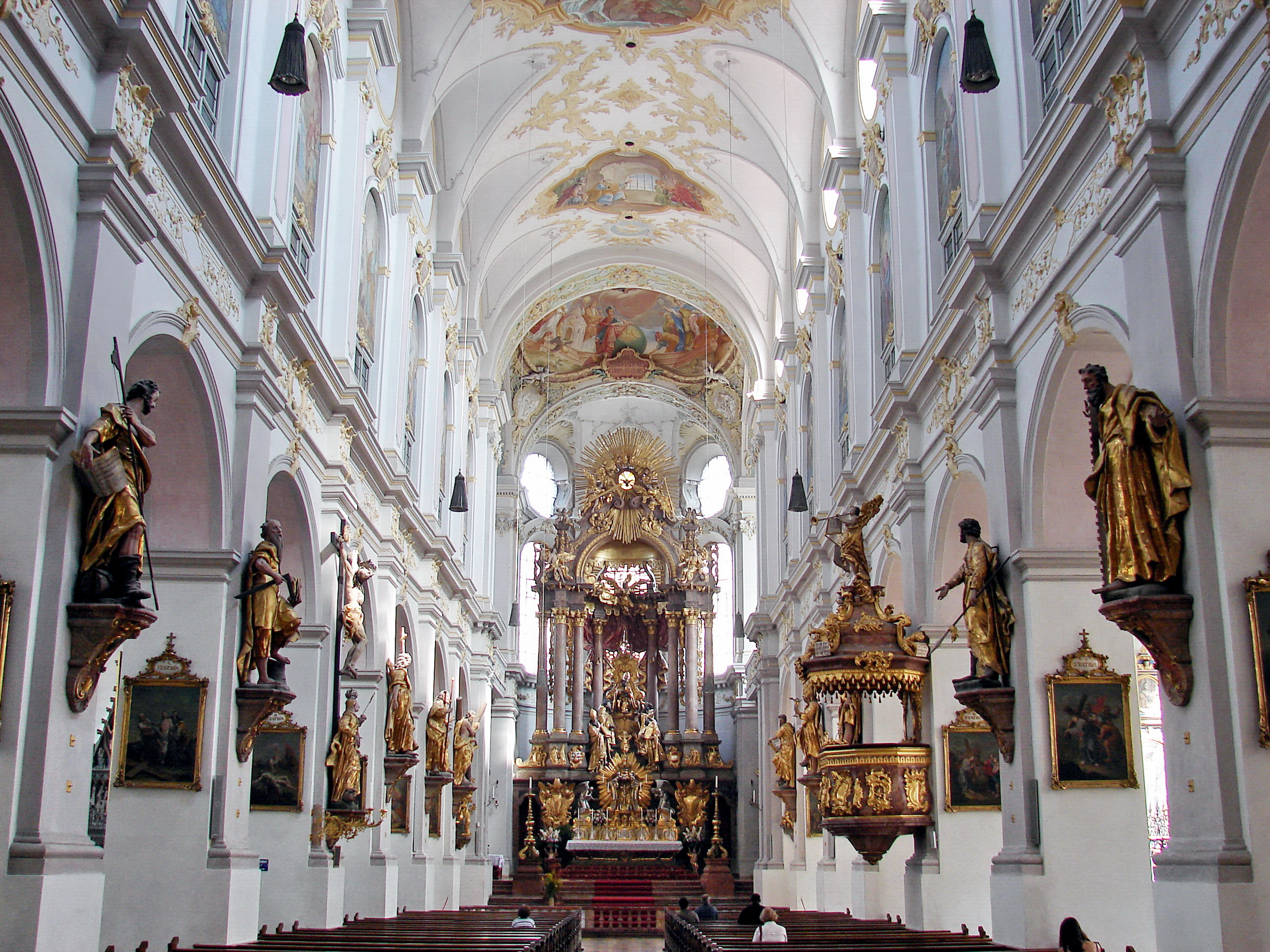
Deckenfresken im Alten Peter, München

Da ein Fresko auf den bereits formfesten, aber noch nicht durchgebundenen Putz gemalt wird, bedarf der Wandputz eines schichtweisen Aufbaus. Auf die das Fresko tragende Wand oder Decke wird zunächst ein erster Bewurf von gröberem Kalkputz aufgebracht. Darüber folgen weitere, dünner werdende Schichten feineren Putzes mit zunehmend höherem Anteil an Kalk und Feinsanden oder Steinmehlen. Die Anzahl notwendiger Putzschichten wird in Quellen unterschiedlich angegeben und differiert meist zwischen drei und sieben. Das endgültige und sichtbar bleibende Bild wird in einem so genannten Tagwerk (it.: giornata) auf die oberste Schicht des geglätteten Feinputzes aufgetragen.
Nicht am selben Tag des Putzauftrags fertiggestellte Bildpartien, Korrekturen oder Übermalungen sind nach Durchbinden des Kalkputzes nur durch Abtragen des Putzes und vollständigen Neuaufbau der letzten Putzschicht möglich oder sie müssen in einer Secco-Technik ausgeführt werden. Historisch finden sich daher häufig Formen unterschiedlicher Maltechniken in einem Wandgemälde. Die Kombination von Fresko- und Secco-Technik in einem Gemälde wird auch als Fresko-Secco-Malerei bezeichnet. Da das echte Fresko sehr viel dauerhafter ist, befinden sich die in Secco-Techniken ausgeführte Bildpartien mit zunehmendem Alter häufig in schlechterer Erhaltung als jene in Al-fresco-Technik ausgeführten.
Wegen des handwerklich und maltechnisch anspruchsvollen Bildaufbaus stellt das Fresko technisch wie künstlerisch hohe Anforderungen an den Ausführenden. Der zeitintensive Wand- und Bildaufbau bedarf sorgfältiger Planung, Vorbereitung und Umsetzung. Dies dürfte neben der eingeschränkten Palette (es können nur kalkechte, alkalistabile Pigmente verwendet werden, einige davon sind zudem heute bautechnisch verboten, z. B. cadmiumhaltige Pigmente) einer der wichtigsten Gründe sein, warum diese Maltechnik zeitgenössisch nur selten Anwendung findet.
Bei der Al-fresco-Malerei werden über Nacht eingesumpfte, kalkechte Farbpigmente in Kalksinterwasser angerührt und auf den noch frischen, feuchten Kalkputz (italienisch intonaco) aufgetragen. Beim Abbinden (Erstarren) entsteht eine homogene Kalkputzschicht mit den verbundenen Farbpigmenten. Diese Reaktion nennt man Carbonatisierung. Die hierdurch entstehende Schutzschicht um die einzelnen Farbpigmente verbindet sich sehr stabil mit der Unterschicht und erhält die Farbintensität der Pigmente für Jahrtausende. Für die bedeutenden Werke der Kunstgeschichte wurde der Sumpf- oder Grubenkalk über Jahre in Erdgruben gelagert, damit der Hydrationsprozess des ungelöschten Kalks (auch als gebrannter Kalk bezeichnet; chemisch: Calciumoxid) möglichst weit fortschreiten konnte.
Frisch angerührter Löschkalk (auch als gelöschter Kalk bezeichnet; chemisch: Calciumhydroxid) oder moderne, industriell hergestellte Weißkalkhydrate sind für die Freskomalerei nahezu unbrauchbar, da sie rasch durchbinden, was bei allen Anwendungen außerhalb der Wandmalerei in der Regel gewünscht ist. Je länger die Lagerung dauert, desto cremiger und somit besser ist die Konsistenz des Werkstoffs. Ungelöschter Kalk (Calciumoxid) wird mit Wasser versetzt; dabei entsteht gelöschter Kalk (Calciumhydroxid), siehe auch Kalkkreislauf.
{\displaystyle CaO+H_{\mathrm {2} }O\rightarrow Ca(OH)_{\mathrm {2} }}
Calciumoxid und Wasser reagieren zu Calciumhydroxid.
Heutzutage hergestellte Grubenkalke werden drei bis sieben Jahre eingesumpft. In historischen Quellen finden sich Hinweise auf Zeiträume bis zu 30 Jahren. Gleichzeitig bildet sich eine dünne Schutzschicht oder Sinterhaut, die das Fresko „versiegelt“ und ihm einen seidigen Glanz, sein entscheidendes Erkennungsmerkmal, verleiht.

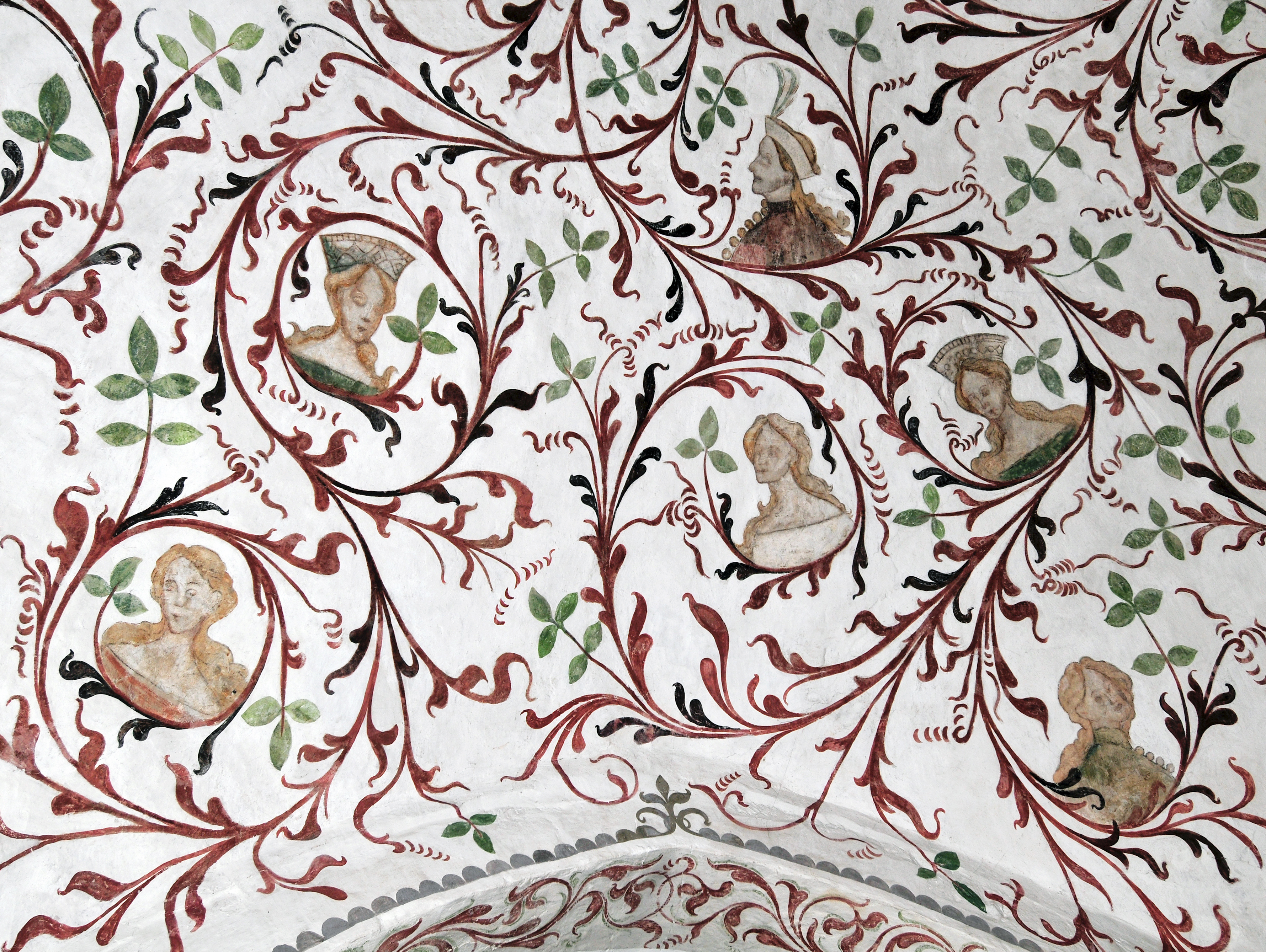
Gotische Kalkseccomalerei um 1400 in der St. Agatha Kirche in Leveste in der Region Hannover

Einzelne Motive des Gesamtfreskos werden jeweils an einem Tag in einem Arbeitsgang bearbeitet, dem so genannten Tagwerk. Deren Umrisse werden in Originalgröße auf einen Karton vorgezeichnet und auf die noch feuchte Wand übertragen. Dies kann durch Durchreiben der Kontur mit einem spitzen Griffel erfolgen, über eine Rasterübertragung oder klassisch durch Durchlöchern der Konturzeichnung mit einer Nadel oder einem Nadelrad und anschließendes Durchpausen mit einem Staubbeutel.
In der klassischen Technik wird der Karton vollständig auf die vorletzte Putzschicht übertragen und die durchgepauste, gepunktete Kontur mit einer monochromen Vorzeichnung nachgezogen. Diese erste Malerei wird auch als Sinopia bezeichnet. Der Begriff kennzeichnet sowohl die Farbe (historisch eine Mischung aus Rotocker und Schwarz oder Ocker, Zinnober und Schwarz. Der Name Sinopia bezieht sich ursprünglich auf die Stadt Sinop im vorderen Orient, in der in der Antike Rotocker gehandelt wurde) als auch die Entwurfsmalerei als solche. Sie ist notwendig, um in der Ausführung einzelner Tagwerke die Orientierung am Gesamtbild zu behalten. Der das einzelne Tagwerk tragende Putz (Intonaco) wird dann dünn (etwa 3 mm stark) auf den Sinopia-tragenden Putz aufgebracht und die endgültig sichtbar bleibende Malerei ausgeführt.
Eine Variante der Untermalung bildet das „Verdaccio“. Es handelt sich um eine monochrome, ursprünglich in Grüner Erde oder einer Grünerden-Mischung ausgeführte Malerei, die nicht nur die Kontur nachzeichnet, sondern über Schattierungen und Flächenmalerei den Grundcharakter des Bildes trägt. Später übertrug sich der Begriff auf alle Formen der schattierten Untermalung, gleich welcher Farbtönung. Das Verdaccio kann als eigene Putzzwischenschicht zwischen Sinopia und Intonaco ausgeführt werden oder bereits im Intonaco gearbeitet sein, wobei die Malerei später nur noch mit einer durchscheinenden, dünnen Schicht Grubenkalk überzogen wird. Historisch fand das Verdaccio vor allem als Untermalung bei der Darstellung von Personen und zur Schönung von Hauttönen Anwendung. Der Putz des nächsten Tages muss dann ganz vorsichtig bis an den bereits eingefärbten Putz des Vortags herangebracht werden, um das bestehende Werk nicht zu zerstören. Die dadurch entstehenden Stöße zwischen den einzelnen Tagwerken sind bei Streiflicht gut zu erkennen.

## Geschichte

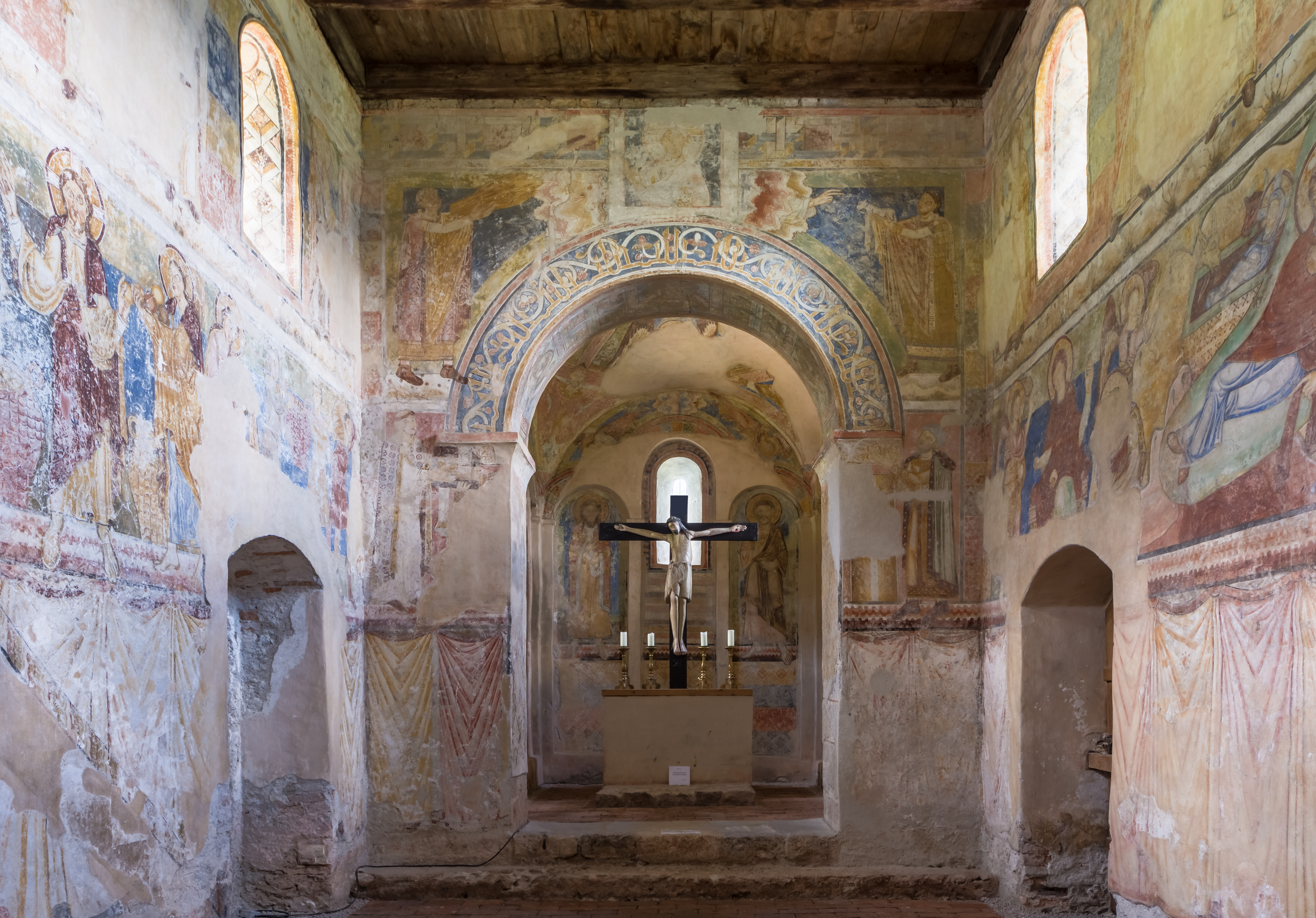
Innenraum der Johanneskapelle in Pürgg

Beliebt war die Freskomalerei in der Antike. In der Nähe von Veji sind etruskische Fresken erhalten. Gut erhaltene Beispiele römischer Fresken finden sich in Pompeji (z. B. in der Mysterienvilla) und Herculaneum. Auch in Ägypten wurde in der Antike freskal gemalt. Diesem Umstand ist der gute Erhaltungszustand dieser oft mehrere Jahrtausende alten Malereien zu verdanken.

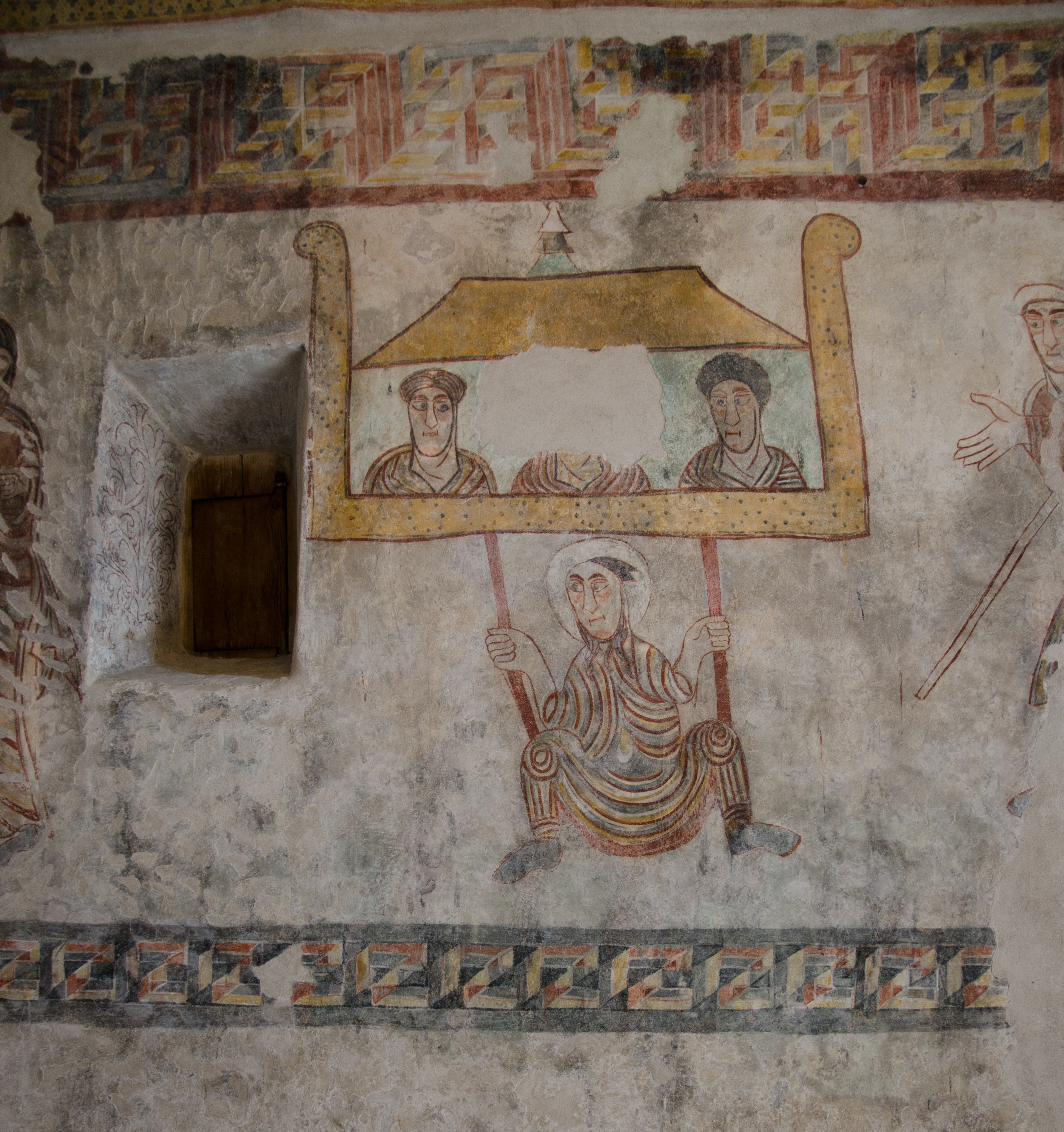
„Schaukler“-Fresko in St. Prokulus (7. Jahrhundert) in Naturns, Südtirol

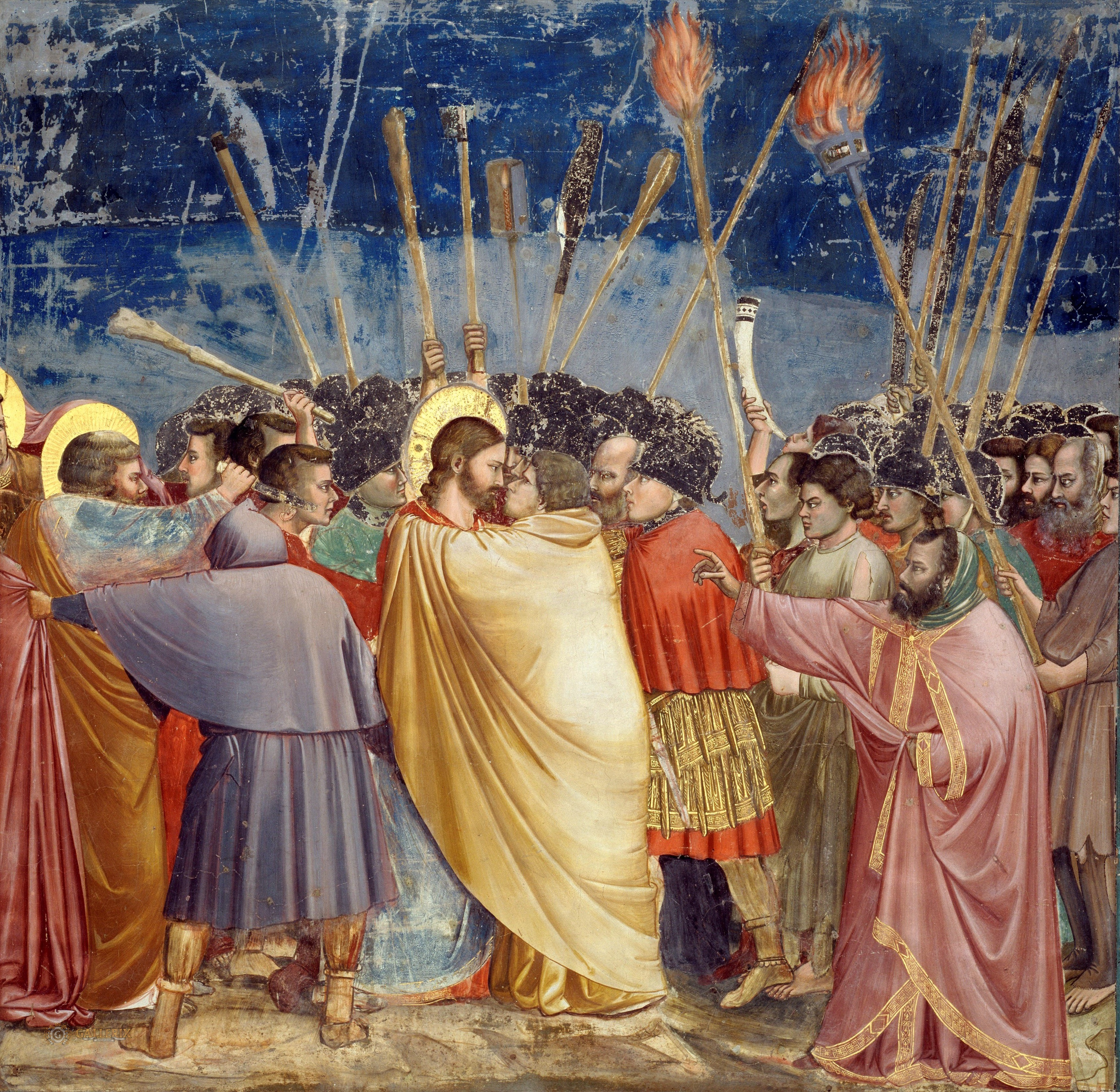
Judaskuss von Giotto di Bondone in der Cappella degli Scrovegni, Padua

Die wahrscheinlich ältesten christlichen Fresken im deutschsprachigen Raum finden sich in der St.-Prokulus-Kirche im südtirolischen Naturns (7. Jahrhundert). Zu den am besten erhaltenen Fresken ihrer Zeit gehört die Innenbemalung der Pürgger Johanneskapelle in der Steiermark (12. Jahrhundert). Seit Giotto (1266–1337) wurde gerne mit einer Mischtechnik von Fresko- und Secco-Technik gearbeitet. Gut erhaltene Beispiele finden sich in der Cappella degli Scrovegni in Padua und in der Basilika San Francesco in Assisi.
In der Renaissance und im Barock wird dann fast ausschließlich wieder al fresco gearbeitet. Berühmte Beispiele hierfür sind die Sixtinische Kapelle mit dem bedeutendsten Freskenzyklus des Abendlandes von Michelangelo, diejenigen von Raffael im Vatikan und Domenico Ghirlandaios Fresko Die Geburt Mariä in der Kirche Santa Maria Novella in Florenz. 
Im 19. Jahrhundert versuchte vor allem die Gruppe der Nazarener die religiöse Freskomalerei wieder zu beleben, nachdem sie Ende des 18. Jahrhunderts im Klassizismus weitgehend vergessen worden war. 
Bei Maßnahmen der Denkmalpflege und der Restaurierung werden häufig Fresken von der Wand abgelöst und auf einem neuen Bildträger angebracht, so etwa im Speyerer Dom, wo man Ende der 1950er Jahre die damals als sogenannten Kitsch angesehene Ausmalung des Münchner Malers Johann von Schraudolph ablöste und so einige der Hauptbilder auf diese Weise rettete. 
Das größte Fresko der Welt befindet sich in der Kirche der Benediktinerabtei Neresheim in Baden-Württemberg. Der Tiroler Maler Martin Knoller schuf dort sieben Kuppelfresken. Das Hauptfresko hat eine Fläche von 714 m² und stellt die „Triumphierende Kirche in Anbetung der Heiligsten Dreifaltigkeit“ dar. Das zweitgrößte Fresko der Welt (677 m²) befindet sich im Treppenhaus der Würzburger Residenz und wurde in den Jahren 1752 bis 1753 von Giovanni Battista Tiepolo gemalt. Als größter profaner Freskenbestand des Mittelalters gilt die zwischen 1390 und 1410 erfolgte Ausmalung von Schloss Runkelstein bei Bozen, die höfische Szenen und literarische Stoffe umfasst.